# 苗木町
苗木町（なえぎちょう）は、かつて岐阜県恵那郡にあった町である。
苗木藩苗木城の城下町を中心にした町であり、現在の中津川市の中心地を構成する町の一つである。
木曽川の北岸にあり、中津川市の中心地の町（旧中津町）の対岸になる。

## 大字・小字

### 大字:苗木（なえぎ）
- 小字:

#### あ行
- 赤ノ田（あかのた）, 阿廼久留美（あのくるみ）, 新谷（あらや）
- 井汲（いぐみ）, 井ノ口（いのくち）, 岩須（いわす）
- 上の山（うえのやま）, 後山（うしろやま）, 上ノ町（うえのまち）
- 大東（おひがし）, 大牧（おおまき）, 岡田（おかだ）, 大久郷（おくご）

#### か行
- 柿野（かきの）, 上北谷（かみきだに）, 狩宿（かりやど）

#### さ行
- 酒屋（さかや）
- 下北谷（しもきだに）, 霜畑（しもはた）, 上陸（じようろく）
- 背戸川（せどがわ）
- 浅間（せんげん）

#### た行
- 高柴（たかしば）, 高峯/高峰（たかみね）, 高森（たかもり）
- 津戸（つと）

#### な行
- 中切（なかぎり）, 中平（なかひら）, 中八幡（なかやはた）
- 那木（なぎ）, 並松（なみまつ）
- 西八幡（にしやはた）
- 沼（ぬまえ）
- 根畑（ねばた）

#### は行
- 馬場（ばば）
- 東八幡（ひがしやわた）, 日比野（ひびの）
- 深沢（ふかさわ）, 冨士ケ根（ふしがね）, 札掛 (ふだかけ), 古畑（ふるばた）
- 本町（ほんまち）

#### ま行
- 町裏（まちうら）, 丸山（まるやま）, 丸山下（まるやました）
- 南八幡（みなみやはた）, 夫婦橋（みようとばし）
- 向並松（むかいなみまつ）, 向山（むかいやま）, 麦搗（むぎつき）, 室屋（むろや）

#### や行
- 櫓下（やぐらした）, 柳ノ木（やなぎのき）, 柳町（やなぎまち）, 八幡（やはた）

### 大字:瀬戸（せと）
- 小字:

#### あ行
- 阿宇坂 (あうさか)
- 板橋 (いたばし)
- 上地平 (うえちだいら), 馬駈 (うまかけ)
- 挽場 (おがば)

#### か行
- 上耕地 (かみこうち), 上滝（かみたき）

#### さ行
- 下耕地 (しもこうち), 真地平 (しんちだいら)

#### な行
- 中耕地 (なかこうち), 中平 (なかだいら), 中屋平 (なかやだいら)
- 野久保（のくぼ）

#### は行
- 原（はら）

#### ま行
- 向田（むこうだ）

#### や行
- 山の田（やまのた）

【苗木・瀬戸入合】
- 峠（とうげ）

## 歴史
- 鎌倉時代初期に岩村城を本拠地として恵那郡を統治した地頭遠山氏の初代遠山景朝の長男遠山景村が、 仁治2年（1242年）木曽川北部の所領確立のため、木曽川左岸の西山戸から右岸の那木津戸に進出。那木津戸が当時、那木(苗木)と呼ばれた所で、遠山氏による木曽川北部進出の始まりとなった。
- 元弘年間(1331〜1334年）遠山一雲入道、遠山景長親子が、高森山(現在の中津川市苗木町）に砦を築く。
- 戦国時代の天文年間、遠山直廉により苗木城が築城される。この時城下町の原型が築かれたと推測される。
- 1600年（慶長5年） - 苗木藩が設立される。
- 江戸時代は苗木藩領（日比野村、瀬戸村、上地村）であった。
- 1874年（明治7年） - 日比野村が苗木村に改称する。
- 1875年（明治8年） - 旧来の瀬戸村と上地村が合併、瀬戸村になる。
- 1889年（明治22年）7月1日 - 町村制施行により旧来の苗木村と瀬戸村が合併し、苗木村となる。
- 1891年（明治24年）10月24日 - 苗木村が町制施行し、苗木町となる。
- 1951年（昭和26年）4月1日 - 中津町と合併し中津川町（2代目）が発足。同日苗木町廃止。
- 1952年（昭和27年）4月1日 - 中津川町が市制施行、中津川市となる。

## 寺院
- 永寿寺(臨済宗妙心寺派)

## 交通機関
- 北恵那鉄道
  - 恵那峡口駅・山之田川駅・苗木駅・上苗木駅・並松駅

## 教育
- 苗木町立苗木小学校（現・中津川市立苗木小学校）
- 苗木町立苗木小学校瀬戸分校（1974年廃校）
- 苗木町立苗木中学校（現・中津川市立苗木中学校）

## 観光・名所・旧蹟
- 苗木城
- 苗木花崗岩（貫入花崗岩の一種。この地域は花崗岩の産地）
- 高森神社　かつて苗木藩の祈祷寺であった龍王院を、明治4年(1871年)に神社に改めた。
- 苗木神明神社（苗木県の県社）
- 雲林寺跡
- 佛好寺跡